# Бенфотиамин
Бенфотиамин (новолат. Benfotiamine) (S-бензоилтиамин-О-монофосфат) — жирорастворимый аналог витамина В1 (тиамина).

## Физические свойства
Бенфотиамин — вещество без цвета и запаха. Жирорастворимый; плохо растворим в воде, этиловом спирте, хлороформе, метаноле и диоксане, но лучше растворяется в растворе соляной кислоты и ледяной уксусной кислоте. Изоэлектрическая точка находится в области pH 4,06. Бенфотиамин стабилен в кислой среде и в водном растворе. Он не гигроскопичен и невосприимчив к действию тиаминазы l и II. Для бенфотиамина нехарактерно большинство несовместимостей, свойственных тиамину. Лишь в комбинации с аминофиллином, витамином C, витамином В2, при высоких температурах, а также при высокой влажности воздуха цвет субстанции подвергался изменениям.

## Фармакологическое действие
Синтетическое соединение, близкое по строению и действию к тиамину и кокарбоксилазе; оказывает B1-витаминное и метаболическое действие. Нормализует углеводный обмен, способствует нормализации функции нервной системы, восполняет дефицит витамина B1. Витамин B1 участвует в обмене веществ, нервно-рефлекторной регуляции, оказывает влияние на проведение нервного возбуждения в холинергических синапсах. Активной формой витамина B1 является его производное — кокарбоксилаза, выполняющая важную функцию в углеводном и энергетическом обмене нервной и мышечной тканей.

## Фармакокинетика
После приема внутрь бенфотиамин в неизмененном виде достигает верхних отделов тонкой кишки, где происходит его дозопропорциональное всасывание. При этом отщепляется монофосфатная группа под действием фосфатазы слизистой оболочки кишечника, и липофильные свойства молекулы (благодаря бензольному кольцу) начинают превалировать. Образующийся таким образом S-бензоилтиамин (S-БТ) может беспрепятственно пассивно диффундировать через клетки слизистой оболочки и попадать неизмененным в кровь.

### Метаболизм и распределение
Бенфотиамин — это пролекарство со свойствами, подобными тиамину, которое после всасывания внутри клеток превращается в биологически активную коферментную форму  тиаминдифосфат (ТДФ). Общее содержание тиамина в организме человека составляет приблизительно 30 мг. Наибольшие количества тиамина отмечаются, в первую очередь, в головном мозге, печени, сердце, почках и скелетной мускулатуре. Тиамин в организме человека содержится преимущественно в виде своих фосфорных эфиров. Преобладающую их часть составляет ТДФ, меньшую часть — ТМФ (тиаминмонофосфат) и ТТФ (тиаминтрифосфат). В спинномозговой жидкости содержатся только свободный тиамин и ТМФ. Это свидетельствует о том, что наряду со свободным тиамином через клеточные мембраны может проникать и ТМФ.
В цельной крови около 80% тиамина находится в эритроцитах (главным образом в форме ТДФ), свободный тиамин в плазме связывается преимущественно с альбумином. Уровень содержания тиамина в цельной крови колеблется в интервале от 5 до 12 мкг/100 мл.
В одном из экспериментальных исследований после внутрибрюшинного введения меченого бенфотиамина или тиамина гидрохлорида методом ауторадиографии определялось его распределение в различные органы и системы лабораторных мышей (печень, кровь, головной мозг, мышцы, почки). После применения бенфотиамина во всех органах выявлялся существенно более высокий, чем после введения тиамина гидрохлорида, уровень радиоактивности. Эти различия в наибольшей степени касались мышц и головного мозга. После применения тиамина гидрохлорида в мышечной ткани и головном мозге отмечалось лишь около 0,2% уровня в печени, в то время как после приема бенфотиамина — около 20% этого уровня. Данные результаты указывают на то, что применение бенфотиамина позволяет достигать значительно более высокого уровня активного вещества в тканях, чем применение водорастворимого тиамина.
Выведение тиамина из организма осуществляется приблизительно на 50% в неизмененном виде или в виде сульфатного эфира; остальную часть составляют, наряду с пока ещё не идентифицированными метаболитами, главным образом тиаминовая кислота, метилтиазолуксусная кислота и пирамин. В процессе ферментативного преобразования бенфотиамина в тиамин дополнительно образуются бензойная и гиппуровая кислоты, которые выделяются с мочой. Выведение происходит в 2 фазы: начальная быстрая (а-фаза) и вторая, более медленная фаза (p-фаза). Период полувыведения бенфотиамина в а-фазе — 5 часов, в p-фазе — 16 часов.

## Применение

### Показания
Гипо- и авитаминоз B1 ("бери-бери"), атеросклероз, ИБС, миокардиодистрофия, нарушение коронарного кровообращения, ревмокардит, ХСН, вирусный гепатит, отравления, нарушения деятельности нервной системы, полиневропатия, неврит, радикулит, невралгия, периферический парез, параличи; атония кишечника, тиреотоксикоз, эндартериит, зуд различной этиологии, пиодермия, лишай, псориаз, экземы, хронический гастрит, интоксикации.

### Противопоказания
Повышенная чувствительность к бенфотиамину.

### Особые указания
Аллергические реакции чаще развиваются у женщин в менопаузном и постменопаузном периодах, а также у лиц, страдающих хроническим алкоголизмом.
Бенфотиамин обладает чрезвычайно низкой токсичностью, даже меньшей, чем у водорастворимого тиамина гидрохлорида.

## Способ применения
Внутрь, после еды, 1—4 раза в день. Взрослым — по 25—50 мг 1—4 раза в сутки после еды (100—200 мг/сут). Курс лечения — 15—30 дней. Детям от 1 года до 10 лет — 10—30 мг/сут в течение 10-20 дней; детям старше 10 лет — 30—35 мг/сут в течение 15—30 дней; лицам пожилого и старческого возраста — по 25 мг 1—2 раза в сутки.
Суточная потребность в витамине B1 для взрослых мужчин — 1.2—2.1 мг; для лиц пожилого возраста — 1.2—1.4 мг; для женщин — 1.1—1.5 мг; для детей — 0.3—1.5 мг.

## Побочные действия
Аллергические реакции: ангионевротический отек, крапивница, кожный зуд.

## Отпуск из аптек
Рецептурный препарат.